# Puerta de Toledo (métro de Madrid)
Puerta de Toledo est une station de la ligne 5 du métro de Madrid, en Espagne.

## Situation
La station est située entre La Latina au nord, en direction de Alameda de Osuna et Acacias au sud-est, en direction de Casa de Campo.
Elle est établie sous la place de la porte de Tolède, en limite des arrondissements d'Arganzuela et du Centre. Elle comprend deux voies en courbe et deux quais latéraux.

## Dénomination
La station doit son nom à la porte de Tolède, monument érigé au début du XIXe siècle qui s'élève au milieu de la place du même nom d'où rayonnent plusieurs artères importantes du centre de la ville.

## Historique
La station est ouverte le 5 juin 1968, lors de la mise en service de la première section de la ligne 5 entre Callao et Carabanchel.

## Service des voyageurs

### Accueil
La station possède un accès équipé d'escaliers mais sans escalier mécanique ni ascenseur.

### Intermodalité
La station est en correspondance avec les lignes d'autobus n°3, 17, 18, 23, 35, 41, 60, 148, C1, C2, N16 et N26 du réseau EMT.